# Lijst van wielerploegen/2014
Hieronder volgt een lijst van officieel door de UCI geregistreerde wielerploegen in 2014.

## UCI World Tour-wielerploeg
| Ploeg                                | Land                | Renners(*) | Fietsmerk   | UCI-Code | Sinds |
| ------------------------------------ | ------------------- | ---------- | ----------- | -------- | ----- |
| AG2R La Mondiale                     | Frankrijk           | n.n.b.     | Focus       | ALM      | 2000  |
| Astana Pro Team                      | Kazachstan          | n.n.b.     | Specialized | AST      | 2005  |
| Belkin-Pro Cycling Team              | Nederland           | n.n.b.     | Bianchi     | BEL      | 1996  |
| BMC Racing Team                      | Verenigde Staten    | n.n.b.     | BMC         | BMC      | 2007  |
| Cannondale                           | Italië              | n.n.b.     | Cannondale  | CAN      | 2005  |
| FDJ.fr                               | Frankrijk           | n.n.b.     | Lapierre    | FDJ      | 1997  |
| Garmin Sharp                         | Verenigde Staten    | n.n.b.     | Cervélo     | GRS      | 2005  |
| Team Giant-Shimano                   | Nederland           | n.n.b.     | Giant       | GIA      | 1998  |
| Team Katjoesja                       | Rusland             | n.n.b.     | Canyon      | KAT      | 2004  |
| Lampre-Merida                        | Italië              | n.n.b.     | Merida      | LAM      | 1991  |
| Lotto Belisol                        | België              | n.n.b.     | Ridley      | LTB      | 1985  |
| Movistar Team                        | Spanje              | n.n.b.     | Canyon      | MOV      | 2004  |
| Omega Pharma-Quick-Step Cycling Team | België              | n.n.b.     | Specialized | OPQ      | 2003  |
| Orica GreenEDGE                      | Australië           | n.n.b.     | Scott USA   | OGE      | 2012  |
| Team Sky                             | Verenigd Koninkrijk | n.n.b.     | Pinarello   | SKY      | 2010  |
| Team Europcar                        | Frankrijk           | n.n.b.     | Colnago     | EUC      | 2005  |
| Tinkoff-Saxo                         | Rusland             | n.n.b.     | Specialized | TCS      | 2001  |
| Trek Factory Racing                  | Luxemburg           | n.n.b.     | Trek        | TFR      | 2010  |

## Professionele continentale wielerploeg
| UCI-code | Ploegnaam                                  | Land             | UCI-Tour         |
| -------- | ------------------------------------------ | ---------------- | ---------------- |
| DPC      | Drapac Professional Cycling                | Australië        | UCI Oceania Tour |
| WGG      | Wanty-Groupe Gobert                        | België           | UCI Europe Tour  |
| TSV      | Topsport Vlaanderen-Baloise                | België           | UCI Europe Tour  |
| COL      | Colombia                                   | Colombia         | UCI America Tour |
| CJR      | Caja Rural-Seguros RGA                     | Spanje           | UCI Europe Tour  |
| BSE      | Bretagne-Séché Environnement               | Frankrijk        | UCI Europe Tour  |
| COF      | Cofidis, Solutions Crédits                 | Frankrijk        | UCI Europe Tour  |
| TNE      | Team NetApp-Endura                         | Duitsland        | UCI Europe Tour  |
| AND      | Androni Giocattoli-Venezuela               | Italië           | UCI Europe Tour  |
| BAR      | Bardiani CSF                               | Italië           | UCI Europe Tour  |
| ROC      | Team Roompot                               | Nederland        | UCI Europe Tour  |
| NRI      | Neri Sottoli                               | Italië           | UCI Europe Tour  |
| CCC      | CCC Polsat Polkowice                       | Polen            | UCI Europe Tour  |
| MTN      | MTN-Qhubeka                                | Zuid-Afrika      | UCI Africa Tour  |
| RVL      | RusVelo                                    | Rusland          | UCI Europe Tour  |
| IAM      | IAM Cycling                                | Zwitserland      | UCI Europe Tour  |
| TNN      | Team Novo Nordisk                          | Verenigde Staten | UCI America Tour |
| UHC      | Unitedhealthcare Professional Cycling Team | Verenigde Staten | UCI America Tour |

## Continentale wielerploeg
| UCI-code | Ploegnaam                                      | Land                         | UCI-Tour         |
| -------- | ---------------------------------------------- | ---------------------------- | ---------------- |
| CO4      | 4-72-Colombia                                  | Colombia                     | UCI America Tour |
| 5HR      | 5-Hour Energy                                  | Verenigde Staten             | UCI America Tour |
| ASP      | AC Sparta Praha                                | Tsjechië                     | UCI Europe Tour  |
| AJT      | ActiveJet Team                                 | Polen                        | UCI Europe Tour  |
| ADR      | Adria Mobil                                    | Slovenië                     | UCI Europe Tour  |
| AWS      | African Wildlife Safaris Cycling Team          | Australië                    | UCI Oceania Tour |
| AIR      | Airgas Cycling                                 | Verenigde Staten             | UCI America Tour |
| AIS      | Aisan Racing Team                              | Japan                        | UCI Asia Tour    |
| ALB      | Alpha Baltic-UnityMarathons.com                | Letland                      | UCI Europe Tour  |
| AMO      | Amore & Vita-Selle SMP                         | Oekraïne                     | UCI Europe Tour  |
| AMP      | Amplatz-BMC                                    | Oostenrijk                   | UCI Europe Tour  |
| SKT      | An Post-Chain Reaction                         | Ierland                      | UCI Europe Tour  |
| AZT      | Area Zero Pro Team                             | Italië                       | UCI Europe Tour  |
| ACT      | Astellas Cycling Team                          | Verenigde Staten             | UCI America Tour |
| ART      | Avanti Racing Team                             | Australië                    | UCI Oceania Tour |
| AYA      | Ayandeh Continental Team                       | Iran                         | UCI Asia Tour    |
| BBC      | Banco BIC-Carmim                               | Portugal                     | UCI Europe Tour  |
| BAU      | Bauknecht-Author                               | Tsjechië                     | UCI Europe Tour  |
| BDC      | BDC-Marcpol                                    | Polen                        | UCI Europe Tour  |
| BIG      | BigMat-Auber 93                                | Frankrijk                    | UCI Europe Tour  |
| BAI      | Bike Aid-Ride for Help                         | Duitsland                    | UCI Europe Tour  |
| BDT      | Bissell Development Team                       | Verenigde Staten             | UCI America Tour |
| BKP      | BKCP-Powerplus                                 | België                       | UCI Europe Tour  |
| BGT      | Bridgestone Anchor Cycling Team                | Japan                        | UCI Asia Tour    |
| BAP      | Buenos Aires Provincia                         | Argentinië                   | UCI America Tour |
| BUR      | Burgos-BH                                      | Spanje                       | UCI Europe Tour  |
| CPR      | C Project                                      | Japan                        | UCI Asia Tour    |
| CCN      | CCN Cycling Team                               | Brunei                       | UCI Asia Tour    |
| CSN      | Champion System-Stan's Notubes                 | Verenigde Staten             | UCI America Tour |
| SLY      | China 361° Cycling Team                        | China                        | UCI Asia Tour    |
| YDL      | China Hainan Yindongli Cycling Team            | China                        | UCI Asia Tour    |
| HSN      | China Huasen Cycling Team                      | China                        | UCI Asia Tour    |
| CWJ      | China Wuxi Jilun Cycling Team                  | China                        | UCI Asia Tour    |
| CTO      | Christina Watches-Kuma                         | Denemarken                   | UCI Europe Tour  |
| CIB      | Cibel                                          | België                       | UCI Europe Tour  |
| CRV      | Ciervo Nara Merida Cycling Team                | Japan                        | UCI Asia Tour    |
| CKB      | CK Banská Bystrica                             | Slowakije                    | UCI Europe Tour  |
| DAT      | Clube DataRo de Ciclismo-Bottecchia            | Brazilië                     | UCI America Tour |
| CCB      | Color Code-Biowanze                            | België                       | UCI Europe Tour  |
| AS2      | Continental Team Astana                        | Kazachstan                   | UCI Asia Tour    |
| CUL      | Cult Energy Vital Water                        | Denemarken                   | UCI Europe Tour  |
| RIJ      | Cyclingteam De Rijke                           | Nederland                    | UCI Europe Tour  |
| CJP      | Cyclingteam Jo Piels                           | Nederland                    | UCI Europe Tour  |
| GID      | Development Team Giant-Shimano                 | Zweden                       | UCI Europe Tour  |
| DUK      | Dukla Trenčín Trek                             | Slowakije                    | UCI Europe Tour  |
| EFG      | Efapel-Glassdrive                              | Portugal                     | UCI Europe Tour  |
| JAN      | Epic Janom Greenway                            | Slowakije                    | UCI Europe Tour  |
| ETI      | Etixx                                          | Tsjechië                     | UCI Europe Tour  |
| EUK      | Euskadi                                        | Spanje                       | UCI Europe Tour  |
| EXP      | Experiment 23                                  | Tsjechië                     | UCI Europe Tour  |
| FFU      | FireFighters Upsala CK                         | Zweden                       | UCI Europe Tour  |
| FRB      | Frøy-Bianchi                                   | Noorwegen                    | UCI Europe Tour  |
| FUN      | Funvic Brasilinvest-Sao Jose dos Campos        | Brazilië                     | UCI America Tour |
| GTC      | Gan Su Sports Lottery Cycling Team             | China                        | UCI Asia Tour    |
| GQC      | Garneau-Quebecor                               | Canada                       | UCI America Tour |
| GWO      | Gebrüder Weiss-Oberndorfer                     | Oostenrijk                   | UCI Europe Tour  |
| GIC      | Geumsan Insam Cello                            | Zuid-Korea                   | UCI Asia Tour    |
| MSS      | Giant-Champion System Pro Cycling              | China                        | UCI Asia Tour    |
| GSP      | Groupement Sportif des Pétrolier Algérie       | Algerije                     | UCI Africa Tour  |
| HEN      | Hengxiang Cycling Team                         | China                        | UCI Asia Tour    |
| HSD      | Hincapie Sportswear Development Team           | Verenigde Staten             | UCI America Tour |
| HKS      | HKSI Pro Cycling Team                          | Hongkong                     | UCI Asia Tour    |
| HBR      | Holy Brother Cycling Team                      | China                        | UCI Asia Tour    |
| IPC      | Incycle-Predator Components Cycling Team       | Puerto Rico                  | UCI America Tour |
| IRC      | Ironage-Colner                                 | Brazilië                     | UCI America Tour |
| ISD      | ISD Continental Team                           | Oekraïne                     | UCI Europe Tour  |
| TIK      | Itera-Katjoesja                                | Rusland                      | UCI Europe Tour  |
| JSH      | Jamis-Hagens Berman                            | Verenigde Staten             | UCI America Tour |
| JBC      | Jelly Belly p/b Maxxis                         | Verenigde Staten             | UCI America Tour |
| JTW      | Josan-To Win Cycling Team                      | België                       | UCI Europe Tour  |
| TKT      | Kastro Team                                    | Griekenland                  | UCI Europe Tour  |
| KMP      | Keith Mobil-Partizan                           | Servië                       | UCI Europe Tour  |
| KOG      | KOGA Cycling Team                              | Nederland                    | UCI Europe Tour  |
| KLS      | Kolss Cycling Team                             | Oekraïne                     | UCI Europe Tour  |
| KCT      | Korail Cycling Team                            | Zuid-Korea                   | UCI Asia Tour    |
| KSP      | KSPO                                           | Zuid-Korea                   | UCI Asia Tour    |
| KWS      | KwadrO-Stannah                                 | België                       | UCI Europe Tour  |
| LAA      | LA Aluminios-Antarte                           | Portugal                     | UCI Europe Tour  |
| LBC      | LVP-MVP Sport Foundation Cycling Team          | Filipijnen                   | UCI Asia Tour    |
| LDT      | Leopard Development Team                       | Luxemburg                    | UCI Europe Tour  |
| LKT      | LKT Team Brandenburg                           | Duitsland                    | UCI Europe Tour  |
| LOK      | Lokosphinx                                     | Rusland                      | UCI Europe Tour  |
| LDD      | Louletano-Dunas Douradas                       | Portugal                     | UCI Europe Tour  |
| MGT      | Madison Genesis                                | Verenigd Koninkrijk          | UCI Europe Tour  |
| MCT      | Malak Cycling Team                             | China                        | UCI Asia Tour    |
| MAE      | Marchiol Emisfero                              | Italië                       | UCI Europe Tour  |
| MTR      | Matrix Powertag                                | Japan                        | UCI Asia Tour    |
| MEM      | Memorial-Prefeitura de Santos                  | Brazilië                     | UCI America Tour |
| MKT      | Meridiana Kamen Team                           | Kroatië                      | UCI Europe Tour  |
| MET      | Metec-TKH Continental Cyclingteam              | Nederland                    | UCI Europe Tour  |
| MEX      | Mexller                                        | Polen                        | UCI Europe Tour  |
| MGK      | MG Kvis-Trevigiani                             | Italië                       | UCI Europe Tour  |
| TBJ      | MLP Team Bergstrasse                           | Duitsland                    | UCI Europe Tour  |
| MPC      | Motiv 3 Pro-Cycling Team                       | Noorwegen                    | UCI Europe Tour  |
| CEF      | Nankang-Fondriest                              | Italië                       | UCI Europe Tour  |
| NPC      | NFTO                                           | Verenigd Koninkrijk          | UCI Europe Tour  |
| NTC      | Ningxia Sports Lottery Cycling Team            | China                        | UCI Asia Tour    |
| TSI      | OCBC Singapore Continental Cycling Team        | Singapore                    | UCI Asia Tour    |
| OFM      | OFM-Quinta da Lixa                             | Portugal                     | UCI Europe Tour  |
| OTA      | Olympique Team Algérie Tour AGLO37             | Algerije                     | UCI Africa Tour  |
| OPM      | Optum p/b Kelly Benefit Strategies             | Verenigde Staten             | UCI America Tour |
| PVC      | Parkhotel Valkenburg Continental Cycling Team  | Nederland                    | UCI Europe Tour  |
| PCT      | Pegasus Continental Cycling Team               | Indonesië                    | UCI Asia Tour    |
| PKY      | Pishgaman Yazd                                 | Iran                         | UCI Asia Tour    |
| TYD      | Qinghai Tianyoude Cycling Team                 | China                        | UCI Asia Tour    |
| RDT      | Rabobank Development Team                      | Nederland                    | UCI Europe Tour  |
| RAR      | Radenska                                       | Slovenië                     | UCI Europe Tour  |
| BOA      | Rádio Popular                                  | Portugal                     | UCI Europe Tour  |
| RNR      | Rad-net Rose Team                              | Duitsland                    | UCI Europe Tour  |
| RJC      | Rapha Condor JLT                               | Verenigd Koninkrijk          | UCI Europe Tour  |
| RBD      | Rietumu-Delfin                                 | Letland                      | UCI Europe Tour  |
| VPC      | Riwal Cycling Team                             | Denemarken                   | UCI Europe Tour  |
| RLM      | Roubaix Lille Métropole                        | Frankrijk                    | UCI Europe Tour  |
| RTS      | RTS-Santic Racing Team                         | China                        | UCI Asia Tour    |
| HCL      | Russian Helicopters                            | Rusland                      | UCI Europe Tour  |
| SLS      | San Luis Somos Todos                           | Argentinië                   | UCI America Tour |
| SCT      | Seoul Cycling Team                             | Zuid-Korea                   | UCI Asia Tour    |
| SMN      | Shimano Racing Team                            | Japan                        | UCI Asia Tour    |
| SHE      | Sicot-Hemus 1896                               | Bulgarije                    | UCI Europe Tour  |
| SPC      | Silber Pro Cycling Team                        | Canada                       | UCI America Tour |
| SKC      | SKC Tufo Prostějov                             | Tsjechië                     | UCI Europe Tour  |
| SKD      | SkyDive Dubai Pro Cycling Team                 | Verenigde Arabische Emiraten | UCI Asia Tour    |
| SPT      | SP Tableware                                   | Griekenland                  | UCI Europe Tour  |
| STF      | Start-Trigon Cycling Team                      | Paraguay                     | UCI America Tour |
| SUN      | Sunweb-Napoleon Games Cycling Team             | België                       | UCI Europe Tour  |
| BCP      | Synergy Baku Cycling Project                   | Azerbeidzjan                 | UCI Europe Tour  |
| PCW      | T.Palm-Pôle Continental Wallon                 | België                       | UCI Europe Tour  |
| TPT      | Tabriz Petrochemical Team                      | Iran                         | UCI Asia Tour    |
| TSR      | Tabriz Shahrdari Ranking                       | Iran                         | UCI Asia Tour    |
| T21      | Team 21                                        | Rusland                      | UCI Europe Tour  |
| MMM      | Team 3M                                        | België                       | UCI Europe Tour  |
| T7E      | Team 7 Eleven Road Bike Philippines            | Filipijnen                   | UCI Asia Tour    |
| BFL      | Team Budget Forklifts                          | Australië                    | UCI Oceania Tour |
| DKK      | Team Designa Køkken-Knudgaard                  | Denemarken                   | UCI Europe Tour  |
| CCD      | Team Differdange-Losch                         | Luxemburg                    | UCI Europe Tour  |
| ADP      | Team Dukla Praha                               | Tsjechië                     | UCI Europe Tour  |
| ECU      | Team Ecuador                                   | Ecuador                      | UCI America Tour |
| FIX      | Team Fixit.no                                  | Noorwegen                    | UCI Europe Tour  |
| RSW      | Team Gourmetfein Simplon Wels                  | Oostenrijk                   | UCI Europe Tour  |
| TGT      | Team Gusto                                     | Taiwan                       | UCI Asia Tour    |
| HFT      | Team Heizomat                                  | Duitsland                    | UCI Europe Tour  |
| IDE      | Team Idea                                      | Italië                       | UCI Europe Tour  |
| TJO      | Team Joker                                     | Noorwegen                    | UCI Europe Tour  |
| TKG      | Team Kuota                                     | Duitsland                    | UCI Europe Tour  |
| LPM      | Team La Pomme Marseille 13                     | Frankrijk                    | UCI Europe Tour  |
| OHR      | Team Øster Hus-Ridley                          | Noorwegen                    | UCI Europe Tour  |
| RAL      | Team Raleigh                                   | Verenigd Koninkrijk          | UCI Europe Tour  |
| KRA      | Team Ringeriks-Kraft                           | Noorwegen                    | UCI Europe Tour  |
| SSC      | Team SmartStop                                 | Verenigde Staten             | UCI America Tour |
| TSS      | Team Sparebanken Sør                           | Noorwegen                    | UCI Europe Tour  |
| STG      | Team Stölting                                  | Duitsland                    | UCI Europe Tour  |
| SGT      | Team Stuttgart                                 | Duitsland                    | UCI Europe Tour  |
| TBW      | Team TreFor-Blue Water                         | Denemarken                   | UCI Europe Tour  |
| UKO      | Team Ukyo                                      | Japan                        | UCI Asia Tour    |
| VBG      | Team Vorarlberg                                | Oostenrijk                   | UCI Europe Tour  |
| TFC      | Telenet-Fidea                                  | België                       | UCI Europe Tour  |
| TSG      | Terengganu Cycling Team                        | Maleisië                     | UCI Asia Tour    |
| TIR      | Tirol Cycling Team                             | Oostenrijk                   | UCI Europe Tour  |
| TRK      | Torku Şekerspor                                | Turkije                      | UCI Europe Tour  |
| TCT      | Tusnad Cycling Team                            | Roemenië                     | UCI Europe Tour  |
| UNA      | Utensilnord                                    | Hongarije                    | UCI Europe Tour  |
| BLZ      | Utsunomiya Blitzen                             | Japan                        | UCI Asia Tour    |
| VGS      | Vastgoedservice-Golden Palace Continental Team | België                       | UCI Europe Tour  |
| VHS      | Vega-Hotsand                                   | Italië                       | UCI Europe Tour  |
| VCS      | Velo Club Sovac                                | Algerije                     | UCI Africa Tour  |
| VGR      | Velosure-Giordana Racing Team                  | Verenigd Koninkrijk          | UCI Europe Tour  |
| VER      | Veranclassic-Doltcini                          | België                       | UCI Europe Tour  |
| WIL      | Vérandas Willems                               | België                       | UCI Europe Tour  |
| MVA      | Ville d'Alger                                  | Algerije                     | UCI Africa Tour  |
| VFN      | Vini Fantini Nippo                             | Japan                        | UCI Asia Tour    |
| V4E      | Vino 4ever                                     | Kazachstan                   | UCI Asia Tour    |
| WBC      | Wallonie-Bruxelles                             | België                       | UCI Europe Tour  |
| WIB      | Wibatech Fuji Zory                             | Polen                        | UCI Europe Tour  |
| WSA      | WSA-Greenlife                                  | Oostenrijk                   | UCI Europe Tour  |

## UCI Womens Team
| UCI-Code | Ploeg                                      | Land                |
| -------- | ------------------------------------------ | ------------------- |
| ALE      | ALÉ - Cipollini                            | Italië              |
| BPK      | Astana Bepink Women Team                   | Italië              |
| BCT      | Bigla Pro Cycling Team                     | Zwitserland         |
| BDP      | Bizkaia-Durango                            | Spanje              |
| BLT      | Boels Dolmans Cycling Team                 | Nederland           |
| BTC      | BTC City Ljubljana                         | Slovenië            |
| GPC      | China Chongming - Giant Pro Cycling        | China               |
| EMF      | Estado de México-Faren                     | Mexico              |
| FFT      | FireFighters Upsala CK                     | Zweden              |
| FCL      | Chirio-Forno d'Asolo                       | Litouwen            |
| FTZ      | Futurumshop.nl-Zannata                     | Nederland           |
| HPU      | Team Hitec Products                        | Noorwegen           |
| LKT      | Lointek                                    | Spanje              |
| LBL      | Lotto-Belisol Ladies                       | België              |
| NOE      | No Radunion Vitalogic                      | Oostenrijk          |
| OPW      | Optum p/b Kelly Benefit Strategies         | Verenigde Staten    |
| GEW      | Orica-AIS                                  | Australië           |
| PHV      | Parkhotel Valkenburg Continental Team      | Nederland           |
| FUT      | Poitou-Charentes.Vienne Futuroscope.86     | Frankrijk           |
| RBW      | Rabo-LIV Women                             | Nederland           |
| RVL      | Team RusVelo                               | Rusland             |
| MIC      | S.C. Michela Fanini Record Rox             | Italië              |
| SEF      | Servetto Footon                            | Italië              |
| SLU      | Team Specialized-lululemon                 | Duitsland           |
| GIW      | Giant-Shimano                              | Nederland           |
| TRY      | Team Rytger                                | Denemarken          |
| TIB      | TIBCO / To The Top                         | Verenigde Staten    |
| TOG      | A.S.D. GS Top Girls Fassa Bortolo          | Italië              |
| VLL      | Topsport Vlaanderen - Pro-Duo - Ridley     | België              |
| UHC      | Unitedhealthcare Professional Cycling Team | Verenigde Staten    |
| VAI      | Vaiano Fondriest                           | Italië              |
| WHT      | Wiggle Honda                               | Verenigd Koninkrijk |